# Un chien andalou
Un chien andalou (lit. ‘Un gos andalús’) és un curtmetratge surrealista i una de les pel·lícules més famoses de la història del cinema.
Creat l'any 1929 per Luis Buñuel, amb guió d'ell mateix i de Salvador Dalí, recrea visions, obsessions, somnis i fantasies pròpies del surrealisme, moviment que, en aquestos anys, era sinònim d'avantguarda i prestigi. La producció va anar a càrrec del mateix Buñuel, que finançà el film amb l'aportació monetària de la seua mare.
El film es distribuirà més tard en cercles privats i dins el moviment surrealista, cosa que va aportar prestigi a l'autor i li facilità el camí a l'hora de rodar el següent film, L'âge d'or.
La pel·lícula és una manifestació simbòlica de l'ull de l'espectador. Per això, a la primera escena esquinça l'ull d'una dona, amb aquesta imatge vol trencar la mirada de l'espectador.

## Context
La seqüència inicial d'Un chien andalou, en la qual el mateix Buñuel esmola una navalla d'afaitar i talla l'ull d'una dona, un ull que la pantalla mostra tot seguit en primer pla, és una de les icones de la modernitat que han reprès cineastes, músics, artistes plàstics i narradors literaris i televisius.
Buñuel i Dalí van escriure el guió al llarg de sis dies a Cadaqués. Dues imatges somiades van ser el motor del film, segons el relat de Buñuel en les memòries Mon dernier soupir (1983): les formigues en una mà i l'ull tallat. Els dos artistes van elaborar un guió tibat per dues línies: el guió com a expressió libèrrima de la imaginació i de les potències subversives de la càmera i del muntatge, i el guió com a pla de treball tancat que el rodatge només ha de traduir en les imatges previstes. Buñuel es va traslladar després a París, on va rodar i muntar el film als estudis de Billancourt.
El tema central del film és una ardent confessió sense traves i un relat mental del desig i els tabús sexuals d'un jove modern, que se sent tan amenaçat per l'educació rebuda com per la dona nova i andrògina, sacrificada pel guió sense contemplacions i no sense conseqüències per a l'amor convencional. D'aquesta doble amenaça, d'aquest doble vincle, el film n'extreu puresa expressiva i humor. La partitura musical recull les tensions que se'n deriven, amb un muntatge sonor que alterna la música culta i la música popular, encarnades per la peça "Liebestod" ('La mort de l'amor') de l'òpera Tristany i Isolda de Wagner i per un tango de títol "Olé, guapa". Mentre el film era mut, la música sonava en gramòfon. El film no va ser sonoritzat fins al 1960, sota la supervisió de Buñuel.
Un chien andalou és, doncs, una vivaç declaració de principis cinematogràfics sobre la mirada moderna, que en el cinema trobarà la poètica: xoc visual, indiferència per la psicologia, devoció pel misteri, sinceritat imaginativa, humor corrosiu, burla de la racionalitat i paròdia de les convencions estètiques i morals.
Buñuel tornarà a Cadaqués com a territori cinematogràfic el 1929, ara com a escenari del seu segon film, L'âge d'or (1930), en què Dalí té un paper molt menor. El pròleg del film es roda al cap de Creus. L'estrena a París (1930) causarà encara més escàndol que Un chien andalou i serà prohibit. La prohibició s'estendrà fins al 1980 als Estats Units i el 1981 a França.
Si a Cadaqués s'havia iniciat el tàndem cinematogràfic format per Buñuel i Dalí, també serà el lloc on es clourà, el 1930. Un film familiar segella la col·laboració, Menjant garotes, filmat en un dinar amb el pare i la germana de Dalí, un muntatge que remet tant a Un chien andalou com a L'âge d'or.

## Argument
La pel·lícula comença amb la frase “Érase una vez”. Un home afila una navalla d'afaitar mentre mira la lluna. I de la mateixa manera que aquesta és esqueixada per un núvol, la navalla secciona l'ull d'una dona. 
La següent imatge comença amb el rètol “Ocho años después”. Un home vestit de monja va en bicicleta pel carrer. En una distracció, el ciclista cau i es dona un cop al cap amb la vorera. Una dona corre a ajudar-lo i el porta a casa seva. Allà, posa la roba de l'home sobre el llit, com si recompongués la seva imatge, mentre ell veu com surten formigues del forat que té a la mà. Aquestes formigues acaben convertint-se en pèl de les axil·les, un eriçó de mar, i finalment un grup de persones que envolten una dona andrògina que jau a terra amb la mà tallada. Després de recollir la mà i guardar-la en una caixa, el cos de la dona és atropellat per un cotxe i queda inert a l'asfalt. 
La visió d'aquesta imatge excita sexualment l'home, que comença a perseguir la dona i a acariciar-li els pits i les natges a ritme de tango. Ella intenta fugir i atrapa la mà de l'home, de la qual tornen a sortir formigues, en tancar la porta de l'habitació. La dona apareix en una altra sala amb el mateix home, vestit amb les seves robes extravagants. 
Es veu un nou rètol: “Hacia las tres de la madrugada”. Un home amb aparença autoritària ordena al ciclista que llenci la roba per la finestra i el castiga posant-lo de cara a la paret i carregant-li els braços amb llibres, que acaben convertint-se en revòlvers amb els quals tiroteja el seu doble. 
La dona entra a l'habitació i veu una papallona a la paret amb el tors semblant a una calavera (Acherontia atropos) i també a l'home, que en comptes de boca té pèl d'axil·les. Ella obre la porta i apareix en una platja per on passeja un home jove. 
Finalment apareix una nova frase sobre el cel: “En primavera”. Es veu un paisatge desèrtic, amb l'home i la dona enterrats fins al pit, “cecs, amb els vestits esqueixats, devorats pels rajos del sol i per un eixam d'insectes”.
Hi ha moltes referències als còmics americans, ho podem veure en l'ús de la llum transparent i en el gag (es transmet humor mitjançant imatges, sense l'ús de paraules). I un ús de ritme ràpid.

## Repartiment
- Pierre Batcheff: Protagonista masculí
- Simone Mareuil: Protagonista femenina
- Luis Buñuel: un home
- Salvador Dalí: un seminarista
- Jaime Miravilles: un seminarista
- Robert Hommet: un jove
- Marval: un seminarista
- Fano Messan: l'androgin[4]

## Antecedents
El 1924, Luis Buñuel marxa cap a París per unir-se al moviment surrealista. El film Las tres luces, de Fritz Lang, el va orientar definitivament cap al món del cinema. Va treballar com a assistent de Jean Epstein a Les Aventures de Robert Macaire, Mauprat i La caiguda de la casa Usher, i amb Jacquest Feyder a Carmen. D'altra banda, també va escriure sobre el cinema a La Gaceta Literaria i a Les Cahiers d'art, a més de publicar diversos textos sobre el tema i alguns guions que no van acabar de veure la llum. Avaricia, d'Erich von Stroheim; Metrópolis, de Fritz Lang i La passió de Joana d'Arc, de Carl Theodor Dreyer van ser les pel·lícules que més el van influir.

## Influències posteriors
Un chien andalou es va convertir en símbol del cinema surrealista i en icona de l'avantguarda artística. Alguns poetes, com García Lorca (encara que tingués una enemistat amb els creadors de la pel·lícula) i Alberti, la van prendre com a element motivador d'algunes de les seves obres de manera diferent segons la sensibilitat de cadascú.
Alfred Hitchcock va incloure a la seva pel·lícula Spellbound (pel·lícula de 1945) una escena creada per Dalí en què s'homenatja la de l'ull tallat, on unes tisores gegants tallaven un ull pintat en una cortina.
L'escena de l'ull va obtenir tanta importància que fins i tot David Bowie va iniciar la seva gira del 1976 amb aquesta escena.

## Estrenes
Un chien andalou es va estrenar a Espanya per primera vegada el 8 de desembre de 1929 a la Sala Goya de Madrid a les sessions organitzades per la Gaseta Literària on pertanyia Buñuel. Va ser una estrena caòtica en la qual va haver-hi desmais i va intervenir-hi la guàrdia civil.
N'existeix una versió sonora de 1960, que és la més projectada i estesa. La música que s'hi sent, ja que no hi ha diàlegs, és de Wagner i un tango. Aquesta versió es projecta sovint en cineclubs i centres d'aprenentatge, sobretot per a il·lustrar el moviment surrealista.

## Comentari
Buñuel assenyalava la importància que per a ell tenien els somnis en la seua vida quotidiana i en el seu cinema. Influenciat per les teories de Sigmund Freud, el surrealisme prenia les imatges i idees oníriques com a principis del seu avantguardista moviment.
Tota la cinta pot descriure's com una successió encadenada d'imatges delirants i somnis absurds. La seua obertura, coherent amb la violència del moviment, ha esdevingut una de les seqüències més populars i reproduïdes dins del món del cinema: amb una navalla d'afaitar, un home secciona l'ull d'una jove alhora que un núvol travessa la lluna pel seu bell mig. A partir d'ací, es donen lloc un seguit d'imatges i situacions oníriques, sovint inconnexes i incoherents, fruit d'un treball d'automatisme i de caràcter surrealista. Tot i la seua pretesa contingència absoluta, diverses imatges delaten típiques obsessions de Buñuel, com la crítica a l'Església o escenes eròtiques; mentre que altres imatges cal atribuir-les a Dalí, com la mà amb formigues, el ruc mort, el cos femení, etc.
El paper que representa Salvador Dalí en la pel·lícula és el d'un seminarista, al costat de Jaume Miravitlles, arrossegats per un piano.
Encara que artesanal, la innovadora i inquietant cinta suposa l'inici de dues de les carreres artístiques més significatives del surrealisme mundial.